# Uncover (EP)
《Uncover》는 스웨덴의 가수 자라 라슨의 세 번째 EP이다. 2015년 1월 16일, 텐 뮤직 그룹과 에픽 레코드를 통해 국제적으로 발매되었다. 이 음반에는 그녀의 데뷔 정규 앨범 《1》(2014)에 수록된 여섯 곡이 포함되어 있다.

## 비평적 평가
이 EP는 발매 직후 비평가들로부터 긍정적인 평가를 받았다. 《Renowned for Sound》의 크리스틴 마리는 "느긋한 미드템포 곡 〈Wanna Be Your Baby〉로 시작해, 자라는 마라이어 캐리의 활기찬 곡들을 떠올리게 한다. 이어지는 〈Never Gonna Die〉는 리한나의 곡으로 착각할 만하다. 타이틀곡 〈Uncover〉는 이 가운데 가장 아름다운 발라드이며, 〈Carry You Home〉은 매우 현대적이고 독특하다. 에코가 도는 〈She's Not Me〉는 다소 진부한 느낌이 있으나, 자라의 뛰어난 보컬 퍼포먼스가 그를 구원한다. 마지막 곡 〈Rooftop〉은 EP를 마무리하는 가장 좋은 방법으로, 테일러 스위프트의 《1989》에 수록된 곡을 연상시킨다"고 평가했다.
뮤뮤즈의 브래들리 스턴은 "〈Uncover〉는 스웨디시 팝의 정수를 담았다. 강력한 곡 구성, 매력적인 멜로디, 순수한 보컬이 돋보이며, '80년대 신스가 가득한 긍정적인 분위기의 〈Wanna Be Your Baby〉부터 빼어난 〈Rooftop〉, 그리고 〈She's Not Me, Pt. 1 & 2〉까지, 이는 마돈나의 《Hard Candy》 앨범의 곡을 연상시키는, 유령 같은 속삭임을 타고 흐르는 하나의 긴 편집증적 내면 독백 혹은 헌가와 같다"고 말했다.

## 곡 목록
| #            | 제목                                         | 작사·작곡                                            | 프로듀서                    | 재생 시간 |
| ------------ | -------------------------------------------- | ---------------------------------------------------- | --------------------------- | --------- |
| 1.           | 〈Wanna Be Your Baby〉 (Alternative version) | Claude Kelly Colin Norman Marcus "Mack" Sepehrmanesh | Kelly Norman Robert Habolin | 3:04      |
| 2.           | 〈Never Gonna Die〉 (Alternative version)    | Ethan Lowery Tommy Tysper                            | Tysper                      | 3:40      |
| 3.           | 〈Uncover〉                                  | Gavin Jones Mack Habolin                             | Habolin                     | 3:33      |
| 4.           | 〈Carry You Home〉                           | Elof Loelv                                           | Loelv                       | 4:14      |
| 5.           | 〈She's Not Me〉 (Pt. 1 and Pt. 2)           | Mack Joel Humlin                                     | Mack Naiv                   | 5:32      |
| 6.           | 〈Rooftop〉                                  | Mack Mathieu Jomphe Nick Ruth Rickard Göransson      | Billboard Mack Ruth         | 3:59      |
| 총 재생 시간 | 총 재생 시간                                 | 총 재생 시간                                         | 총 재생 시간                | 23:22     |

## 발매 역사
| 지역       | 날짜            | 포맷                     | 레이블       | 각주  |
| ---------- | --------------- | ------------------------ | ------------ | ----- |
| 뉴질랜드   | 2015년 1월 16일 | 디지털 다운로드 스트리밍 | 텐 에픽 소니 | [ 4 ] |
| 호주       | 2015년 1월 16일 | 디지털 다운로드 스트리밍 | 텐 에픽 소니 | [ 5 ] |
| 남아프리카 | 2015년 1월 16일 | 디지털 다운로드 스트리밍 | 텐 에픽 소니 | [ 6 ] |
| 캐나다     | 2015년 1월 16일 | 디지털 다운로드 스트리밍 | 텐 에픽 소니 | [ 7 ] |
| 미국       | 2015년 1월 16일 | 디지털 다운로드 스트리밍 | 텐 에픽 소니 | [ 8 ] |